# Renault VT
« Renault ZF » redirige ici. Pour les autres significations, voir ZF et VT.
Le Renault VT était un camion lourd fabriqué par le constructeur français Renault à Boulogne-Billancourt de 1932 à 1933. Il est ensuite remplacé par le ZF, similaire et produit de 1933 à 1935. 314 VT et ZF ont été produits.